# Rocchetta Mattei

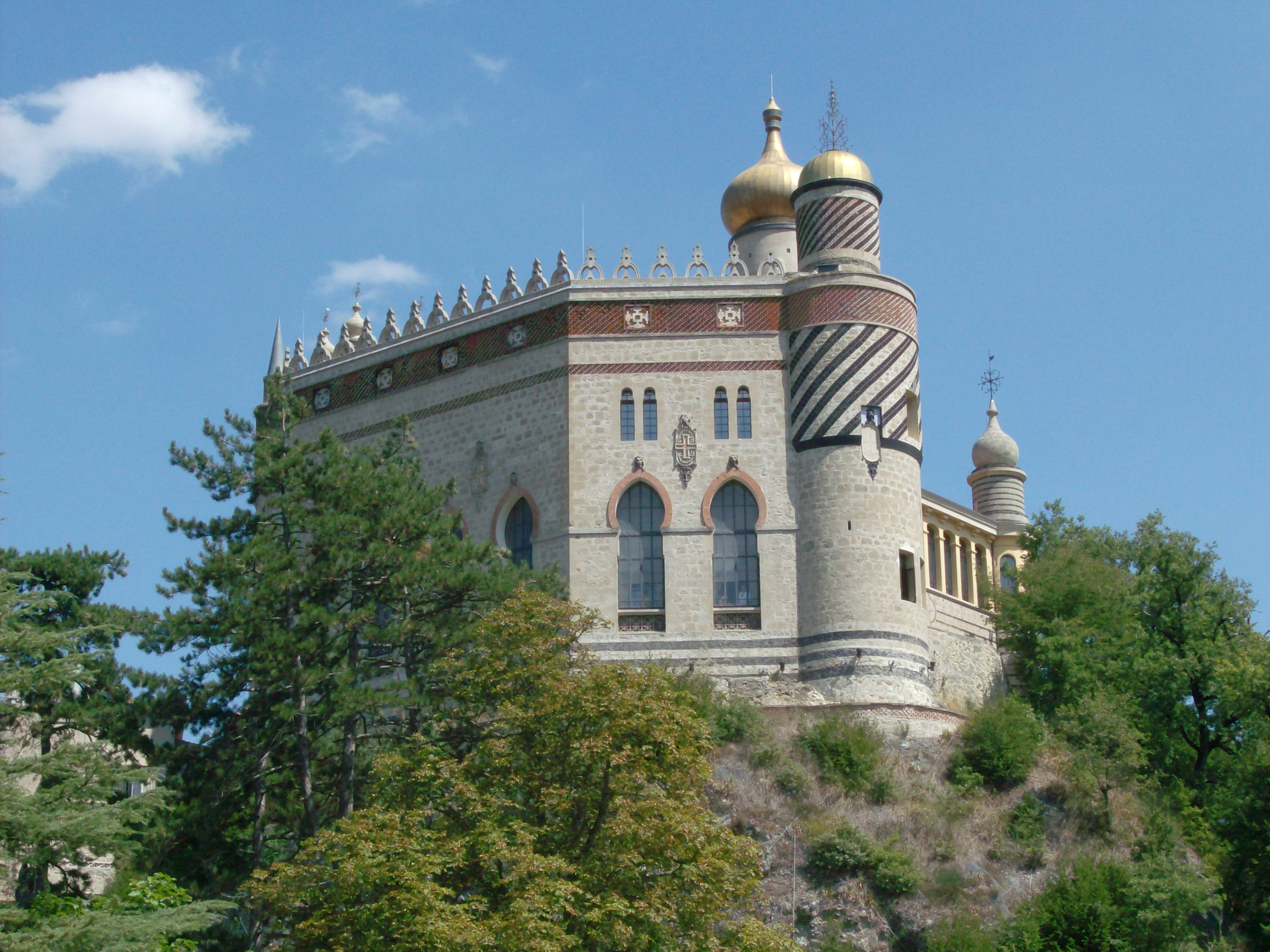
Rocchetta Mattei

Rocchetta Mattei é uma fortaleza localizada na cordilheira dos Apeninos do Norte, em uma colina a 407 metros acima do nível do mar, na localidade de Savignano, no município de Grizzana Morandi, na Strada Statale 64 Porrettana, na Cidade Metropolitana de Bolonha.
Construída na segunda metade do século XIX, combina vários estilos ecléticos, do medieval ao mourisco.

## História
Rocchetta Mattei foi a casa do conde Cesare Mattei, um estudioso, político e médico autodidata que fundou a eletromeopatia, uma prática baseada na homeopatia.
No dia 5 de novembro de 1850, a primeira pedra de Rocchetta Mattei foi colocada, e já em 1859 ela se tornou habitável e, eventualmente, se tornou a residência permanente de Cesare Mattei. Dentro da Rocchetta Mattei, o conde levou uma vida como um castelão medieval e até criou uma corte, completa com um bufão. 
O castelo hospedava indivíduos ilustres que vieram de todos os lugares para se submeter ao tratamento de Mattei, incluindo Ludwig III da Baviera e Alexandre II da Rússia . Em 1925, houve uma visita oficial do Príncipe do Piemonte. Até Fyodor Dostoiévski cita o conde em Os irmãos Karamazov, quando diz ao diabo que conseguiu se recuperar de um terrível reumatismo graças a um livro e algumas gotas do conde Mattei. 

### Depois da Segunda Guerra Mundial

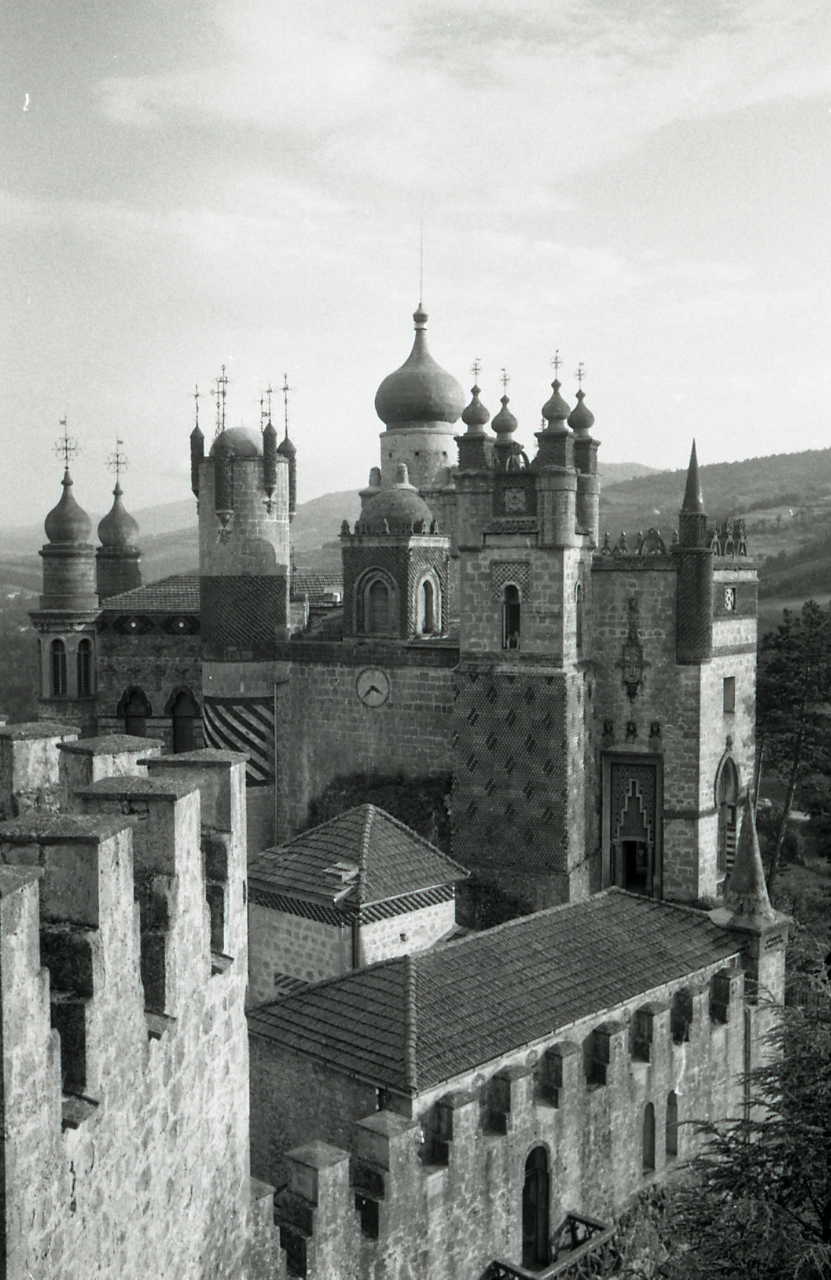
O castelo fotografado por Paolo Monti em 1956

Durante a Segunda Guerra Mundial, as tropas alemãs danificaram o interior do edifício. Terminado o conflito, o último herdeiro, Iris Boriani, não conseguiu vender o edifício e ofereceu-o gratuitamente ao Município de Bolonha, mas eles não aceitaram a doação.
Em 1959, Rocchetta Mattei foi comprada por Primo Stefanelli. Ele transformou um dos prédios menores, já usado como pavilhão de caça, em um hotel aconchegante com um restaurante. O restaurante acessava um parque sombreado adjacente, criando um oásis de paz e serenidade.
Stefanelli queria reparar os danos e restaurar o castelo às suas condições originais e torná-lo um destino turístico de primeira linha.
Em 1989, Stefanelli morreu e a situação piorou; devido a vários problemas, Rocchetta Mattei foi definitivamente fechada ao público e teve todas as suas atividades turísticas encerradas.
Em 1997, foi criada uma comissão de preservação do castelo que, face ao total abandono por parte dos proprietários e instituições governamentais, parecia fadado à ruína. Muitas iniciativas foram lançadas, como uma corrente humana em torno da Rocchetta Mattei e conferências e debates, que tiveram sucesso.
Em 2000, foi estabelecido um museu sobre o Conde Cesare Mattei, a Rocchetta Mattei e a eletromeopatia na Via Nazionale 117 em Riola di Vergato, sede do Comitê "Archivio Museo Cesare Mattei". Ela continua nos dias de hoje coletando objetos e informações históricas relacionadas à vida do Conde Cesare Mattei.
Em 2006, a fundação da Cassa di Risparmio em Bolonha anunciou oficialmente a aquisição da Rocchetta Mattei, restaurou-a, o que acabou levando à reabertura ao público no dia 9 de agosto de 2015. 

## Descrição

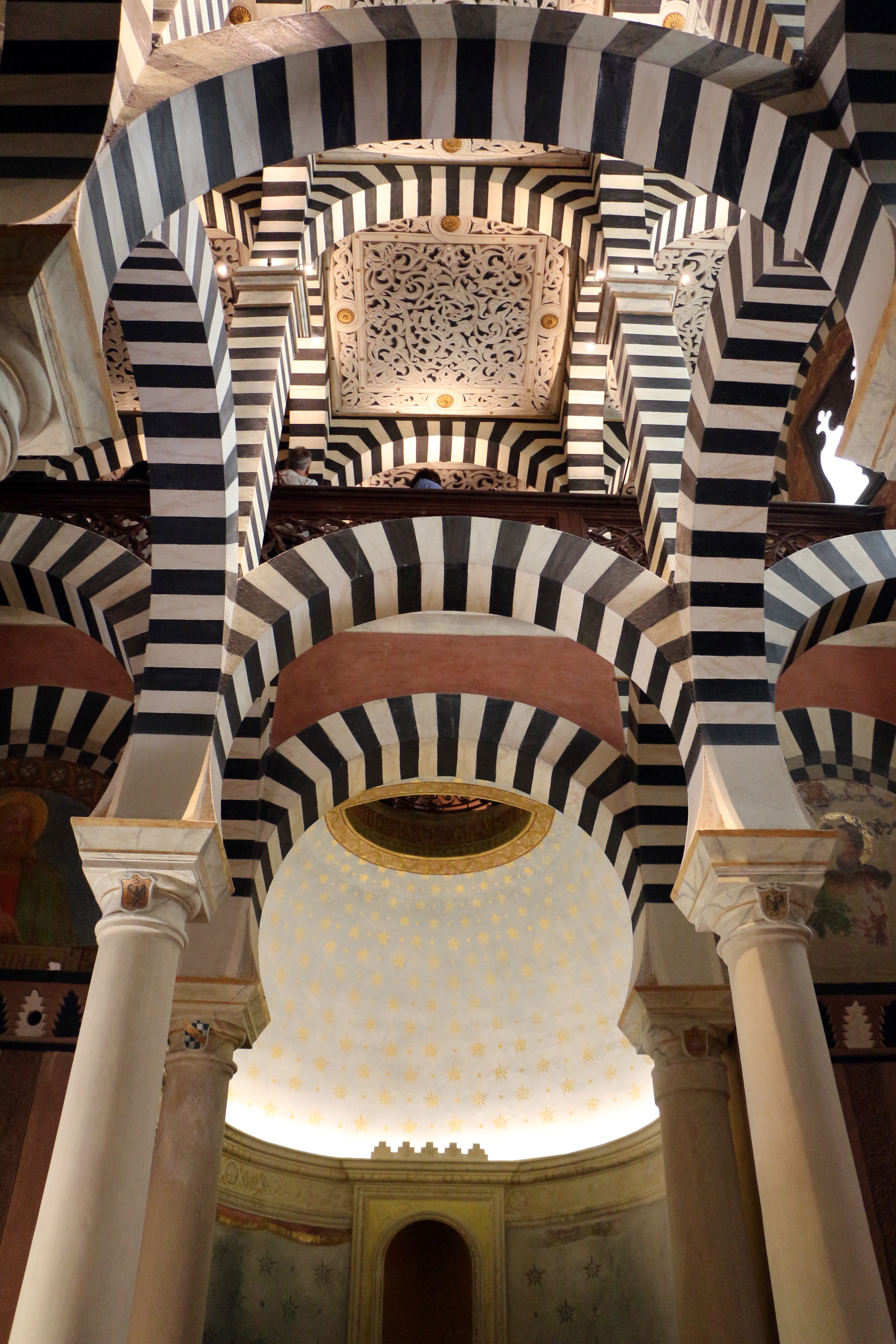
A capela

O conjunto de edifícios que constituem o atual castelo situava-se num complexo medieval, que pertencia aos imperadores Frederico I e Otto IV e ao domínio de Matilda da Toscana, que mantinha um vassalo, Lanfranco da Savignano, como guardião. A necessidade de defender a passagem do Reno tornou esse castelo precioso para os governantes da época. Tendo caído nas mãos dos bolonheses e criado uma linha defensiva mais avançada, a fortaleza tornou-se inútil e foi destruída em 1293.
Antes de escolher Savignano para seu castelo, parece que Cesare Mattei já havia visitado vários lugares. O local foi preferido por vários motivos: a facilidade de acesso, a rocha formando um gigantesco pedestal natural, e a localização na confluência dos rios Limentra orientale e Reno. O estilo predominante do edifício é Mouro, com arquitetura italiana moderna e medieval.
A entrada principal se abre para um ramal da rodovia 64. Uma inscrição no topo comemora a origem e a conclusão da construção com as seguintes palavras:
| “ | O Conde Cesare Mattei - acima das ruínas de uma antiga fortaleza - construiu este castelo onde viveu por vinte e cinco anos - caridoso para com os pobres - um estudioso assíduo - das virtudes médicas das ervas - que deram nome à ciência na Europa - e foi procurado pelos enfermos por sua ajuda - Mario Venturoli Mattei - completou a construção - e de acordo com seus desejos - 10 anos após sua morte - suas cinzas foram trazidas aqui - com amor e gratidão como um filho - a 3 de abril de 1906 | ” |

Uma grande escada leva ao vestíbulo da sala principal. Um hipogrifo guarda a entrada, através da qual se passa para um pátio escavado na rocha. Duas cariátides sustentam o batente da porta da frente. A bacia monolítica que ocupa o centro provém da igreja paroquial de Verzuno onde funcionava como uma pia baptismal. Entrando no pátio, no canto esquerdo, Cesare Mattei colocou a primeira pedra do edifício em 5 de novembro de 1850, na presença de alguns amigos.
Do mesmo lado, uma porta leva a uma escada e depois à magnífica loggia conhecida como Loggia Carolina construída em estilo oriental. A escada da torre conduz por uma ponte levadiça a uma pequena sala com janelinhas e teto de estalactite, que era o quarto do Conde Cesare Mattei. Aqui, os móveis e tubos originais de propriedade do conde ainda estão preservados. Há também a 'Escadaria da Visão' (Scala delle visioni), que é uma representação alegórica no cofre que representa a nova ciência homeopática que está vencendo a medicina tradicional. Dois dísticos do abade latinista Giordan, Nicoise, amigo de Mattei e convidado da Rocchetta Mattei, celebram a vitória:
| “ | Finxerat.Haec.Deus.Huc Immissa.Luz.Superne Signavitque.Umbras.Lumine.Ducta.Manus Hisce.Nova.Ex. Herbis.Mundo.>Remédio.Paratur Hinc.Vetus.Ela.Fugit.Victima.Strata.Jacet | ” |

A escada leva a uma sala no topo da torre principal. Voltando à Loggia Carolina estão a Sala Branca e a Sala Turca. Após um pequeno trecho de rocha descoberta, encontra-se o Pátio dos Leões, uma reprodução do pátio da Alhambra de Granada . Os restos mortais de Cesare Mattei foram encontrados dentro de uma arca coberta de majólica.
Voltando do Pátio dos Leões, entra-se no salão da paz, assim batizado em homenagem ao fim vitorioso da Grande Guerra. Em seguida, é o salão de música da igreja, uma reprodução da catedral de Córdoba. Ao lado da igreja fica a Sala dos Noventa, assim chamada porque o Conde Mattei queria celebrar um banquete de idosos nonagenários quando chegasse a essa idade. Ele morreu antes do tempo sem ter visto a sala terminada, que foi terminada por seu filho adotivo Mario Venturoli Mattei. Ao sair do parque encontra-se uma elegante escadaria de pedra que conduz à Ferrovia Porrettana . Várias pequenas estruturas outrora utilizadas como salas de serviço foram agora convertidas em moradias, que coroam o edifício principal. Durante a visita, é possível observar e ouvir alguns instrumentos musicais pertencentes ao conde.